# Банк развития Казахстана
Банк Разви́тия Казахста́на (каз. Қазақстанның Даму Банкі) — государственный банк Казахстана. Штаб-квартира — в Астане.

## Деятельность
Банк Развития Казахстана специализируется на финансировании и развитии среднего и крупного бизнеса – масштабных, инфраструктурных и промышленных объектов на территории Казахстана, которые образуют отечественный несырьевой потенциал и поднимают страну на новый уровень по качеству жизни и технологиям.
Банк предоставляет услуги на средний и долгий срок такие как, кредитование инвестиционных проектов и экспортных операций, кредитование текущей деятельности, промежуточное и мезонинное финансирование, синдицированное финансирование, финансирование лизинговых сделок, предоставление гарантий, участие в капитале и межбанковское финансирование.
Проекты Банка ориентированы на создание и развитие:
- объектов инфраструктуры (энергетика, транспорт, телекоммуникации);
- производств в обрабатывающей промышленности (металлургия, химия, нефтехимия, фармацевтика, машиностроение, и др.);
- объектов в сфере услуг (на коммерческой основе): туристских, экологических, медицинских, учебных, спортивно-оздоровительных, гостиничных;
- объектов в сфере производства продуктов питания и напитков;
- сельскохозяйственных производств, включая производство и/или приобретение, транспортировку сырья, его переработку и сбыт готовой продукции в рамках инвестиционного проекта;
- экспорта казахстанской продукции, работ и услуг.

#### Стратегические цели
- Финансирование проектов обрабатывающей промышленности с высоким социально-экономическим эффектом, включая импортозамещение, и экспортным потенциалом;
- Содействие увеличению роли частного сектора в развитии экономики страны;
- Расширение ресурсной базы для финансирования проектов;
- Содействие развитию инфраструктуры страны;
- Обеспечение качества портфелей Банка;
- Внедрение принципов ESG в деятельность Банка.

#### Принципы
В своей деятельности Банк Развития исходя из своей миссии руководствуется следующими принципами:
- Реализация проектов с высоким социально-экономическим эффектом и высокой добавленной стоимостью;
- Клиентоориентированность, приверженность к прозрачности и обеспечение законности деятельности;
- Согласованность с задачами государственной политики Республики Казахстан;
- Безубыточность деятельности.

## Уставный капитал
По закону банк не имеет права распределять чистую прибыль — весь доход направляется исключительно на формирование резервов, в том числе на формирование резервного капитала. 28 сентября 2009 г. Правительством Республики Казахстан было принято решение об увеличении капитализации банка до 250 млрд тенге.
Значительное увеличение капитала государственными средствами было направлено на то, чтобы сделать облигации банка более привлекательными для иностранных инвесторов. Это позволит обеспечить фондирование в условиях дефицита долгосрочной ликвидности на внутреннем рынке.

## Проекты
С момента создания Банка Развития по состоянию на 12 декабря 2024 год одобрено и предоставлено финансирование 182 инвестиционных проектов на общую сумму 12,9 трлн тенге, из которых участие Банка Развития составило 6,9 трлн тенге. Кроме того, поддержано 131 экспортная операция.
При финансовой поддержке института развития были запущены производственные мощности 137 инвестиционных проектов. На введённых в эксплуатацию предприятиях создано около 34 тысяч постоянных рабочих мест.